# Indotipula belingana
Indotipula belingana är en tvåvingeart som först beskrevs av Alexander 1966.  Indotipula belingana ingår i släktet Indotipula och familjen storharkrankar. Inga underarter finns listade i Catalogue of Life.